# 1994 UO
1994 UO är en asteroid i huvudbältet som upptäcktes den 31 oktober 1994 av den japanska astronomen Takao Kobayashi vid Ōizumi-observatoriet.
Asteroiden har en diameter på ungefär 6 kilometer och den tillhör asteroidgruppen Koronis.